# Gustave Henry Mosler
Gustave Henry Mosler, né le 16 juin 1875, décédé le 17 août 1906 à Margaretville (État de New York) est un peintre américain.

## Biographie
Il fut l'élève de son père, Henry Mosler peintre américain également, et de Léon Bonnat, exposa au Salon de Paris, recevant une médaille pour son De Profundis en 1891, son Portrait du gouverneur JW Stewart est dans la State House à Montpelier (Vermont) , et son Empty Cradl est dans le club d'art de Toledo.

## Œuvres
La liste ci-après est très incomplète :
- Femme reposant sur une clôture[1]
- Portrait d'une jeune femme (1897)[2]
- Rêverie (1898)[3]
- Joueuse de tambourin (1906)[4]
- Portrait d'un homme nord-africain[4]
- L'Ami perdu[5]
- Le Visiteur secret[5]